# Pinocchio en hiver (Kalinka)
Singles de Pinocchio
T'es pas cap Pinocchio
(2005) Petit Papa Noël
(2005)
Clip vidéo
[vidéo] « Pinocchio en hiver (Kalinka) », sur YouTube
Pinocchio en hiver (Kalinka) est une chanson du chanteur virtuel français Pinocchio. La musique reprend en partie l'air d'une célèbre chanson populaire russe : Kalinka.
Sortie comme son deuxième single, à la fin d'octobre 2005 elle débute à la 8e place en France et garde cette place pour encore une semaine.
Cette chanson est ensuite incluse dans le premier album de Pinocchio, Mon Alboum !, qui sort quatre semaines plus tard,.

## Liste des titres
| 1. | Pinocchio en hiver (Radio Edit)              | 3:00 |
| 2. | Pinocchio en hiver (Version instrumentale)   | 3:00 |
| 3. | Pinocchio en hiver (Vidéo compatible Mac/PC) | 3:00 |

## Classements
| Classement (2005)                       | Meilleure position |
| --------------------------------------- | ------------------ |
| Belgique (Wallonie Ultratop 50 Singles) | 12                 |
| France (SNEP)                           | 8                  |
| Suisse (Schweizer Hitparade)            | 40                 |

### Version allemande (Pinocchio in Moskau (Kalinka))
| Classement (2006)             | Meilleure position |
| ----------------------------- | ------------------ |
| Autriche (Ö3 Austria Top 40)  | 25                 |
| Allemagne (GfK Entertainment) | 37                 |
| Suisse (Schweizer Hitparade)  | 53                 |